# 크로쿠스 시티홀 테러
크로쿠스 시티홀 테러는 2024년 3월 22일 오후 8시경(MSK, UTC+3) 모스크바 서쪽 가장자리에 위치한 러시아 도시 크라스노고르스크의 크로쿠스 시티홀 음악 공연장에서 대규모 총격과 다중 폭발이 발생했다. 복면을 쓰고 위장한 무장괴한 5명이 행사장에 모인 사람들에게 총격을 가해 최소 137명이 사망하고 182명 이상이 부상당했다.
러시아 외무부는 이번 사건을 테러 공격이라고 불렀다. 국제 지하디스트 조직 이슬람 국가(IS)가 자신들의 소행이라고 주장했다.

## 배경
크로쿠스 시티홀(러시아어: Крокус Сити Холл)은 크로쿠스 시티(러시아어: Крокус-Сити)라고 불리는 쇼핑센터, 레스토랑 및 기타 관광 명소가 모여 있는 대규모 블록의 일부이다. 2009년에 6,000명을 수용할 수 있는 콘서트장으로 건설된 이 지역 최대 규모 중 하나다.
2024년 3월 7일, 러시아 연방보안국(FSB)은 모스크바의 시나고그를 공격하려는 모스크바의 IS와 연계된 테러 조직을 무력화했다고 발표했다. 몇 시간 후, 모스크바 주재 미국 대사관은 "극단주의자들이 콘서트를 포함하여 모스크바에서 대규모 모임을 표적으로 삼을 계획이 임박했다"고 경고했다. 그날 미국은 또한 미국 정보계의 "경고 의무" 요건에 따라 3월 초에 수집된 정보를 통해 IS-KP의 공격이 임박할 위험이 있다고 러시아 관리들에게 개인적으로 경고했다.
2024년 3월 19일, 블라디미르 푸틴 러시아 대통령은 미국 대사관의 경고를 "우리 사회를 위협하고 불안정하게 만들려는 의도"로 행해진 "명백한 협박"이라고 규정했다. 그는 FSB와 다른 특별 서비스에 "모든 분야에서 대테러 작업을 심각하게 강화하라"고 명령했다.

## 공격

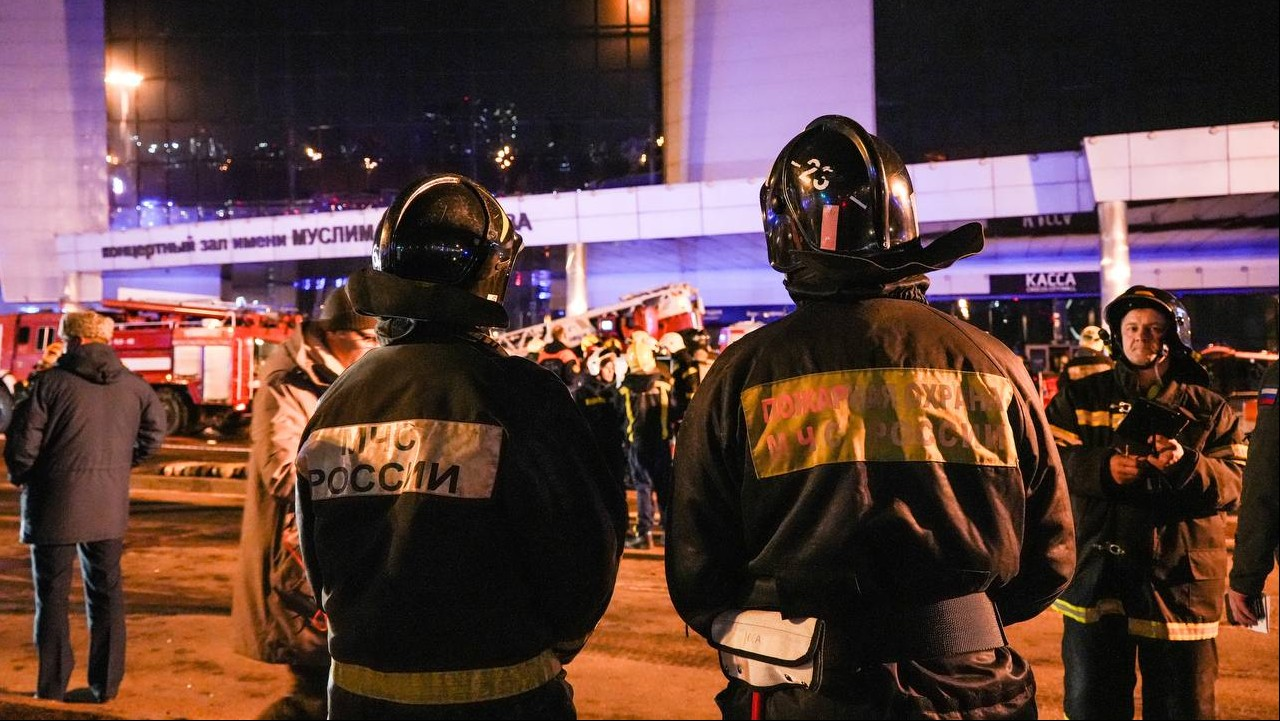
화재 현장 근처의 모스크바 소방관들

2024년 3월 22일, 러시아 밴드 '피크닉'(러시아어: Пикник)은 크로쿠스 시티홀에서 매진 된 공연을 공연할 예정이었다. 현지 시간 오후 8시경(MSK, UTC+3), 밴드가 공연을 시작하기 전, 전투복을 입은 복면을 쓴 무장괴한들이 자동소총을 사용하여 군중에게 총격을 가했다. 한 목격자는 공격자들을 "수염이 난" 사람으로 묘사했다. BBC 검증이 확인한 당시 사건 당시 촬영된 아마추어 영상에는 '무장괴한들이 무차별 총격을 가하는 모습'이 담겨 있었다. 가해자들은 또한 방화 장치를 사용한 것으로 보고되었으며, 목격자는 가해자들이 휘발유 폭탄을 사용하여 오디토리엄에서 화재를 일으켰다고 주장했다. 공격 당시 어린이들이 공연하는 사교춤 대회가 열렸다.
SOBR 및 OMON 부대의 전문 경찰 부대가 현장으로 파견되었다.
오후 9시 32분쯤 폭발이 보고되었고, 오후 10시쯤에는 지붕이 부분적으로 붕괴되었다. 일부 보도에 따르면 무장괴한들 중 일부가 건물 안에 바리케이드를 치고 있었다.
최소 133명이 사망하고 145명 이상이 부상당했으며, 107명이 입원했고 최소 60명이 위독한 상태에 빠졌다. 러시아 보건부 장관 미하일 무라슈코에 따르면 이번 공격으로 어린이 5명이 부상을 입었고 희생자 중 60명은 심각한 상태라고 한다.
가해자를 수색하기 위해 러시아 국민위병이 파견 되었는데, 이들이 흰색 차량을 이용해 탈출했을 가능성이 있다고 주장되었다.

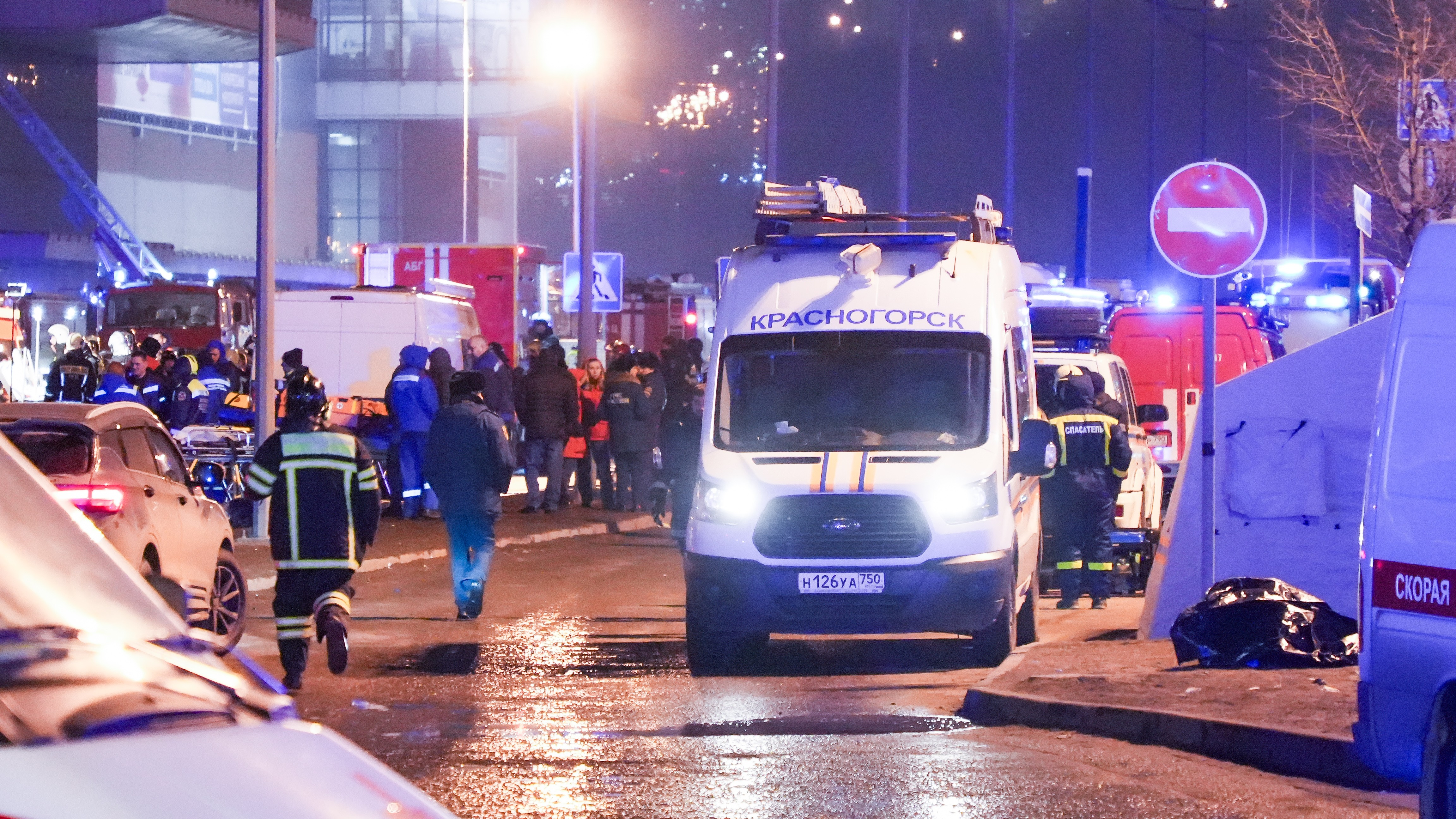
공격에 대응하는 응급 서비스

생존자들의 후송은 의료헬기로 이루어졌으며, 구급대원 70명이 파견된 것으로 알려졌다. 소방관들은 화재 확산을 막았다. 수를 알 수 없는 사람들이 무대에서 주차장으로 도망쳤고, 다른 사람들은 옥상으로 도망갔다. 당국은 지하에 숨어 있던 약 100명을 대피시킬 수 있었다. 공격 이후 쇼핑센터와 기타 공공장소는 대피했다.
피크닉의 음악가들은 나중에 인스타그램에 그들과 그들의 경영진이 "살아 있고 안전하다"고 게시했지만 나중에 밴드 멤버 중 한 명과 연락할 수 없다고 말했다.

## 가해자
이슬람 국가는 아마크 통신을 통해 공개된 성명에서 공격에 대한 책임을 주장했다. 미국 공무원들은 나중에 IS-KP가 도시에 대한 공격을 계획하고 있음을 확인했다.
볼로디미르 젤렌스키 우크라이나 대통령의 고문인 미하일로 포돌랴크는 우크라이나가 이번 공격에 관여하지 않았다고 밝혔다. 백악관은 이번 공격에 우크라이나가 개입했다는 징후는 없다고 밝혔다.

## 여파
모스크바 시장 세르게이 소뱌닌은 도시의 모든 주말 행사를 취소했다. 취소는 나중에 문화부에 의해 러시아 전역으로 확대되었다. 도시를 운행하는 공항과 기차역의 보안이 강화되었다. 상트페테르부르크에서는 쇼핑센터가 문을 닫았고 레닌그라드주에는 비상이 걸렸다. 모스크바 주재 미국 대사관은 "러시아 국민에게 진심으로 애도를 표한다"고 밝혔으며, 미국에 대한 제한으로 인해 미국 시민을 지원할 수 있는 능력이 "심각하게 제한"되어 있으므로 자국민에게 해당 지역을 피하라고 권고했다. 모스크바 주재 영국 대사관은 이번 공격을 규탄하고 "오늘 사건에서 부상당하고 사망한 이들의 가족과 사랑하는 이들에게 진심으로 조의를 표한다"고 표명했다.
마리아 자하로바 러시아 외무부 대변인은 국제사회에 이번 공격을 "끔찍한 범죄"라고 규탄할 것을 촉구했다.

## 같이 보기
- 러시아 아파트 폭탄 테러
- 2011년 도모데도보 국제공항 테러